# Sophie et le Douanier Rousseau
 (juillet 2025).
Si vous disposez d'ouvrages ou d'articles de référence ou si vous connaissez des sites web de qualité traitant du thème abordé ici, merci de compléter l'article en donnant les références utiles à sa vérifiabilité et en les liant à la section « Notes et références ».
Sophie et le Douanier Rousseau est le dixième album de la série Sophie de Jidéhem et Vicq, paru en 1974. Il reprend la  trente-et-unième histoire des aventures de Sophie, publiée pour la première fois dans le journal Spirou en 1973 (no 1858 à no 1871), complétée de deux autres histoires : La Gare désaffectée et Le Petit Homme de Noël.